# Klingsor von Ungerlant
Klingsor von Ungerlant 13. századi rejtélyes irodalmi alak, csillagjós és költő. A neve előfordul Klingsor von Ungarland, Klinsor, Clinschôr alakban is. A létezése vitatott kérdés az irodalomtörténetben. Egyes szerzőknél (Spangenberg, Wagenseil, Morhof és mások) mint valós személy szerepel.

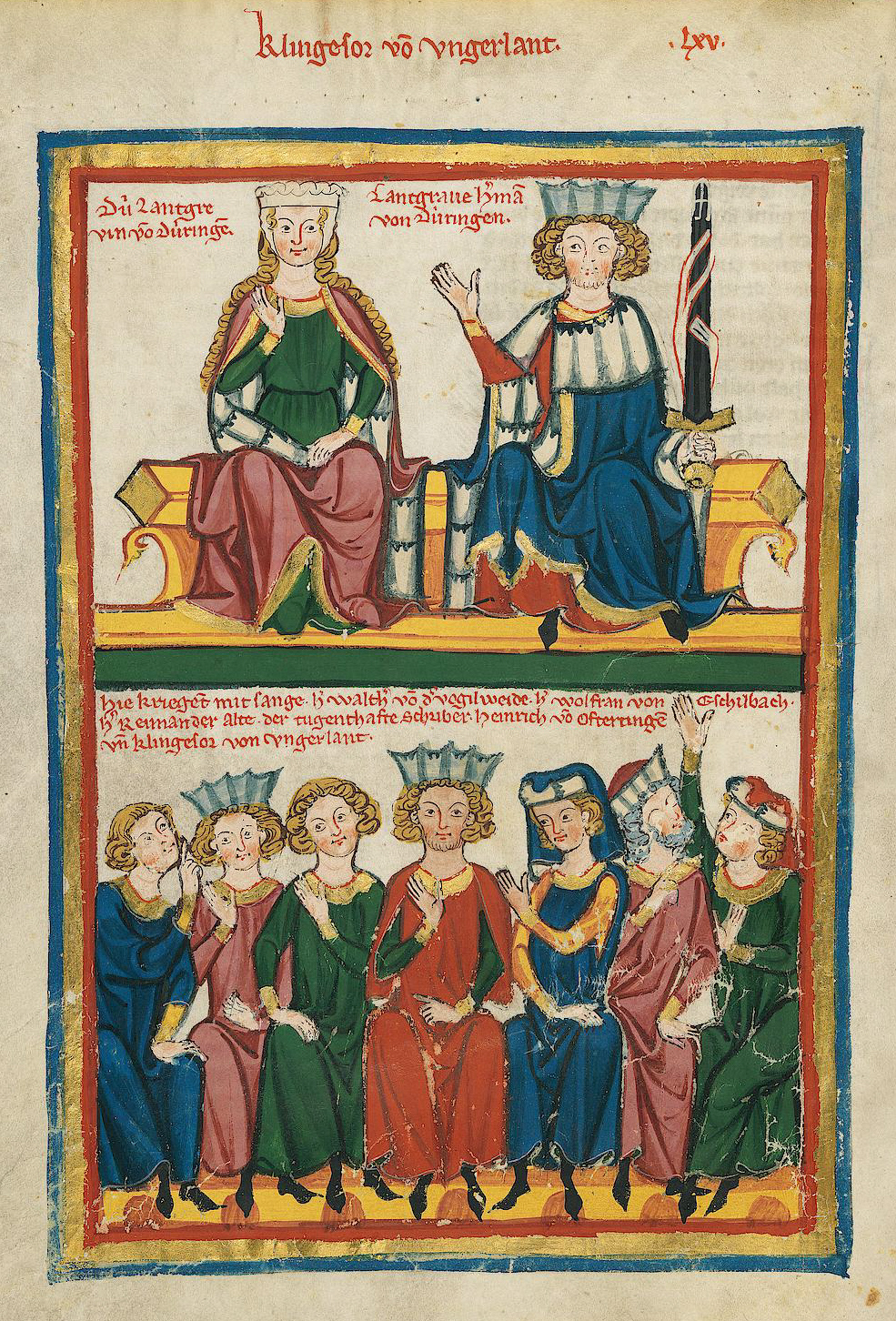
Klingsor von Ungerlant a Codex Manesse miniatúráján (1300 k.). A hetedik költőt utólag adták hozzá a képhez. A képen felül Herrmann von Thüringen őrgróf és felesége, Sophie látható, alul a hét költő: Klingsor von Ungarland, Heinrich von Ofterdingen, "az erényes író" ([Heinrich] der tugendhafte Schreiber, talán a türingiai őrgróf 1208 és 1244 közt szereplő udvari költője), Reinmar der Alte, Wolfram von Eschenbach és Walther von der Vogelweide; a hetedik nincs megnevezve, de a költemény alapján Biterof volt. (Azaz a képen nem egykorú költők is szerepelnek.)

A Codex Manesse egy költeményt (Spruchdichtung) közöl „Klingsor von Ungerlant” neve alatt, mely később Wartburgi dalnokversenyként („Wartburgkrieg“) vált ismertté. A középfelnémet költészet hagyománya szerint erdélyi származású költő volt és II. Endre udvarából került Németországba. Más vélemények szerint Klingensor (vagy Clinsor)valószínűleg német származású volt és Gertrúdissal, II. Endre feleségével került Magyarországra. Magas jövedelmet húzott és személyét az évszázadok során egyre több legenda vette körül, ezért egyesek a létezését is kétségbe vonták.     
A monda szerint megjósolta Árpád-házi Szent Erzsébet születését. Először Wolfram von Eschenbach Parsifal című művében bukkan fel mint varázsló. Eszerint alakját a Virgilius-monda mintájára ő alakította ki. A hat költő részvételével zajló wartburgi dalnokversenyen (1206) Lipót, osztrák herceg magasztalása során, Heinrich von Ofterdingen Wolfram ellenében Klingsor von Ungerlantot (Magyarhoni Klingsort) hívja segítségül Erdélyből. A Nasion ördög segítségével legyőzi az előbb diadalmaskodó Wolframot s csak mikor ez Szűz Máriát hívja segítségül, hagyja el mint vesztes a türingiai udvart. 
A Parzivalban mint Capua hercege, Terra di Lavoro-i Klinschor lép fel, akit Ibert szicíliai király megfosztat férfiasságától, mivel elcsábította a nejét. Klingsor bosszút áll: Tersidában bűvészséget tanul, azután csodás várat építtet. Varázskastélyában lovagokat és nemesasszonyokat tart fogságban, köztük Artus anyját és nővérét is, mire Gawan, Artus lovagja a várat hatalmába keríti. A bűvész neve (Klingsor von Klingesaere a. m. költő) lehetett az oka, hogy a Wartburgkriegben már mint híres dalnokot látjuk. A wartburgi dalnokverseny mondaköre szerint magyarországi csuhásmagiszter, tudós feketemágus és ördögidéző volt. A Zedler-lexikon (1737. XV. k.) szerint "Klingsöhr, Clinghesöhr vagy Klingsor" a feketeművészet gyanús mestere volt, aki Krakkóban, Párizsban és Rómában tanult, bejárta a keleti országokat, különösen Arábiát és többször megfordult Erdélyben is.       
Alakja továbbélt a mesterdalnokoknál és a népköltészetben. Az Ungerlant név beleillik a heroldok számára képzett hivatali nevek rendszerébe. Így talán eredetileg a 'vándornépekhez' tartozó alacsonyabb rangú címertiszt, pontosabban (címer)apród (de: Knappe von den Wappen) lehetett. Erre utal az a vers is, mely a Wolfram és Klingsor közti wartburgi versengés során született, amikor a varázsló a dalnok nyakára küldte a "Nasian ördögöt", de az nem tudott ártani neki és Wolfram a következő verset írta fel a falra: "Schnipp, Schnapp/ Du grober Knapp/ Du bist ein Lay/ Klingsohr/ geht dir bevor"  Csett, csatt/ te goromba apród/ oroszlán vagy/ Klingsohr/ jár előtted.

## Külső hivatkozások
- A Wartburgkrieg szövege
- Tanulmány a dalnokversenyről
- Klingsor fellépése a költeményben